# Liste des council areas écossais par superficie
| Rang | Council area          | Superficie (km²) |
| ---- | --------------------- | ---------------- |
| 1    | Highland              | 25 659           |
| 2    | Argyll and Bute       | 6 909            |
| 3    | Dumfries and Galloway | 6 426            |
| 4    | Aberdeenshire         | 6 313            |
| 5    | Perth and Kinross     | 5 286            |
| 6    | Scottish Borders      | 4 732            |
| 7    | Hébrides extérieures  | 3 071            |
| 8    | Moray                 | 2 238            |
| 9    | Stirling              | 2 187            |
| 10   | Angus                 | 2 182            |
| 11   | South Lanarkshire     | 1 772            |
| 12   | Shetland              | 1 466            |
| 13   | South Ayrshire        | 1 222            |
| 14   | Fife                  | 1 325            |
| 15   | East Ayrshire         | 1 262            |
| 16   | Orcades               | 990              |
| 17   | North Ayrshire        | 885              |
| 18   | East Lothian          | 679              |
| 19   | North Lanarkshire     | 470              |
| 20   | West Lothian          | 427              |
| 21   | Midlothian            | 354              |
| 22   | Falkirk               | 297              |
| 23   | City of Edinburgh     | 264              |
| 24   | Renfrewshire          | 261              |
| 25   | City of Aberdeen      | 186              |
| 26=  | City of Glasgow       | 175              |
| 26=  | East Dunbartonshire   | 175              |
| 28   | East Renfrewshire     | 174              |
| 29   | Inverclyde            | 160              |
| 30=  | Clackmannanshire      | 159              |
| 30=  | West Dunbartonshire   | 159              |
| 32   | City of Dundee        | 60               |